# Tornedalens folkhögskola

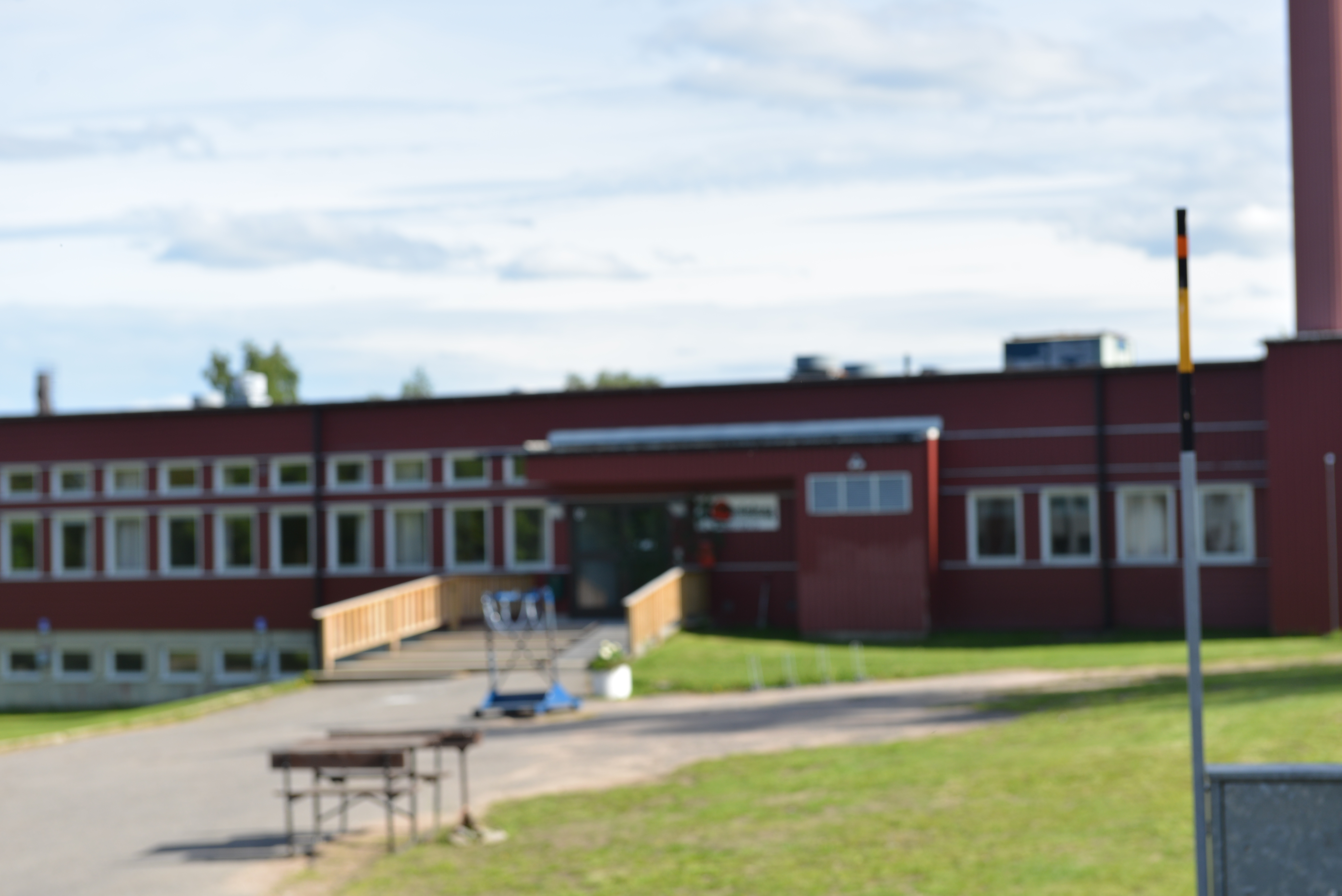
Tornedalens folkhögskola

Tornedalens folkhögskola är en folkhögskola i Övertorneå, Sverige med bland annat utbildning till naturguide. Huvudmän är Svenska Tornedalingars Riksförbund – Tornionlaaksolaiset, Övertorneå kommun, Länsstyrelsen i Norrbottens län, Företagarna och Meän Academia.

## Historik
1899 grundades Tornedalens lantmanna- och folkhögskola i Övertorneå som den andra folkhögskolan i Norrbottens län. Den första grundades i Boden 1896, nuvarande Sunderby folkhögskola. Lantbruksskolan flyttades till Vojakkala 1952. Åren 1913-1954 fanns Tornedalens lanthushållsskola i Övertorneå. Även den flyttades till Vojakkala. 

## Rektorer
- Ludvig de Vylder 1899-1911
- Carl Fredrik Carlström
- Ossian Svensson 1918–1946
- Karl-Ragnar Tidström
- Uno Hanno
- Kurt Elander
- Tomas Mörtberg
- Johan Taavo